# Marie Ellington
Marie Hawkins Ellington, geborene Maria Hawkins, verwitwete Maria Hawkins Cole, (* 1. August 1922 in Boston, Massachusetts; † 10. Juli 2012 in Boca Raton, Florida) war eine US-amerikanische Jazzsängerin.

## Leben
Hawkins stammte aus einer afroamerikanischen Elitefamilie Bostons. Sie wurde ebenso wie ihre Schwestern von ihrer Tante Charlotte Hawkins Brown großgezogen, die mit dem Palmer Memorial Institute das erste Gymnasium (Preparatory school) North Carolinas für Afroamerikaner gegründet hatte und diesem vorstand. Marie Hawkins besuchte diese Schule in Sedalia. Die elegante junge Frau heiratete 1943 den Bomberpiloten Spurgeon Ellington, der im Oktober desselben Jahres im Zweiten Weltkrieg fiel. Zwischen 1943 und 1945 sang sie bei Duke Ellington, mit dem sie nicht verschwägert war.
Sie heiratete 1948 Nat King Cole, den sie 1946 anlässlich einer Show im Zanzibar Club in Los Angeles kennengelernt hatte. Aus der Ehe mit Cole stammen die 1950 geborene Tochter Natalie Cole, die selbst eine bekannte Sängerin wurde, sowie die im September 1961 geborenen Zwillinge Timolin und Casey. Mitte der 1950er Jahre adoptierte das Paar die Kinder von Marie Ellingtons Schwester, nachdem beide Elternteile verstorben waren. Adoptivtochter Carol wurde später Schauspielerin; Adoptivsohn Nat Kelly starb früh. Um den größer gewordenen Haushalt zu versorgen, konnte sie nicht mehr wie in der Anfangszeit mit Cole auf Tournee gehen oder ihre eigene Karriere gezielt verfolgen. Dem Nat-King-Cole-Biographen Daniel Mark Epstein zufolge hielt sie mit Nat auch den Anfeindungen weißer Nachbarn stand, die nicht wollten, dass in Beverly Hills’ noblem Wohnviertel Hancock Park Afroamerikaner wohnten.
1969, vier Jahre nach Coles Tod, ging die Witwe mit Gary DeVore eine dritte Ehe ein, die 1976 geschieden wurde. Sie starb nach kurzem Krebsleiden am 10. Juli 2012 mit 89 Jahren in einem Pflegeheim.

### Wirken
Von Ellington wurde Hawkins, die sich die Gesangsparts 1945 mit Joya Sherrill teilte, bevorzugt eingesetzt, wenn eine hymnisch strahlende Stimme benötigt wurde, so beispielsweise im „Mauve“-Segment von „Black, Brown and Beige“. Im Vergleich zum Gesang ihrer Vorgängerin Betty Roche sang sie mit wesentlich weniger Bluesfärbung. Aufgrund des recording ban sind ihre Aktivitäten mit der Ellingtonband schlecht dokumentiert; sie ist insbesondere auf V-Discs und auf den erst 1977 veröffentlichten Aufnahmen aus der Carnegie Hall zu hören.
Gelegentlich trat sie ab 1947 mit Nat King Coles Trio auf. An dessen Aufnahmen war sie 1949 auch als Gast beteiligt. 1954 erschien eine Langspielplatte mit Standards, auf der sie das Orchester von Billy Vaughn begleitete: Duke Ellington begrüßte diese Platte geradezu enthusiastisch:

“I waited a long time to hear you sing again, and I’m glad you decided to record. I’m sure a whole lot of people will hear this album you and Billy Baughn made and will suddenly discover what I’ve known all the time – that you are not only behind the throne – you’re sitting on it. Keep the audience in the hollow of your hand as your personal empire.”

„Ich wartete sehr lange, um Dich wieder singen zu hören, und bin froh, dass Du Dich entschieden hast, aufzunehmen. Ich bin sicher, dass eine Menge Leute dieses Album hören, das Du und Billy Vaughn gemacht haben, dass sie plötzlich feststellen, was ich all die Jahre wusste: dass Du nicht hinter dem Thron stehst, sondern auf ihm sitzt. Halte die Hörerschaft in Deinen Händen als Dein persönliches Reich.“

1957 trat sie auch in der Fernsehshow Coles auf und sang dort mit ihm im Duett. Eine weitere Platte veröffentlichte sie 1966 bei Capitol Records.
1971 veröffentlichte sie ihre persönlich gefärbte Biographie Nat King Cole: An Intimate Biography. Später produzierte sie eine eigene Show, mit der sie in Australien auftrat.

## Diskographie (Auswahl)
- Duke Ellington, The Carnegie Hall Concerts 1944 (Fantasy)
- Duke Ellington, The V-Discs (1945–1946)
- Duke Ellington, The Treasury Shows, Vol. 7 (1945)
- Maria Cole (1954, CD bei Verve)
- Maria Cole, Love Is a Special Feeling (Capitol 1966)